# Albert Sterner
Albert Edward Sterner, né en 1863 à Londres (Royaume-Uni) et mort le 16 décembre 1946 à New York (États-Unis), est un illustrateur, peintre, graveur et designer américain.

## Biographie
Sterner naît à Londres et fréquente la King Edward's School à Birmingham. Après un bref passage en Allemagne, il étudie le dessin à Paris avec Jean-Léon Gérôme et Gustave Boulanger. Il déménage finalement aux États-Unis en 1879 pour rejoindre sa famille qui avait déjà déménagé à Chicago,. Son frère est l'architecte Frederick Sterner, qui a fait carrière à Chicago et à Denver avant de rejoindre son frère à New York.

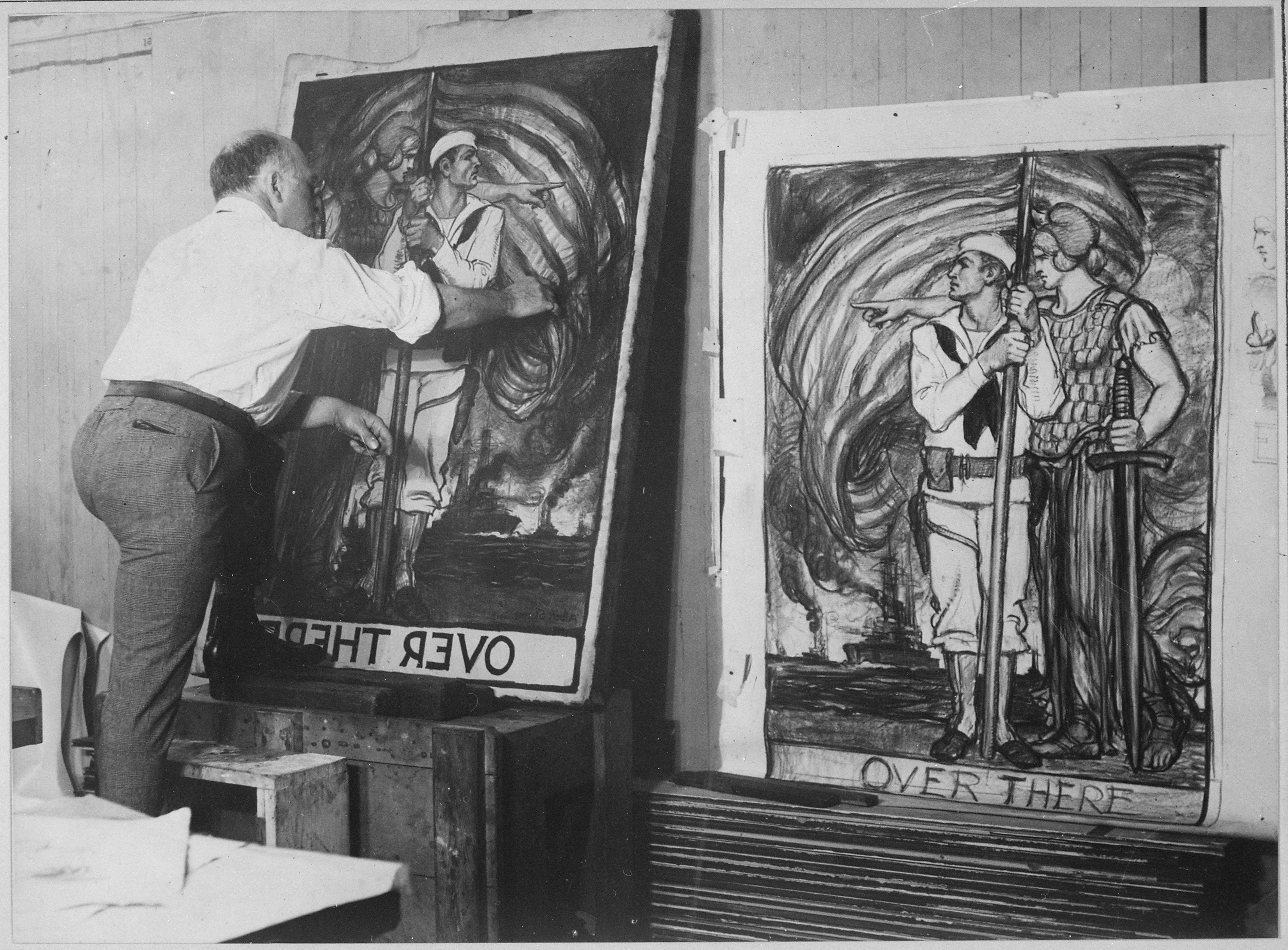
Sterner peignant des affiches de guerre en 1918.

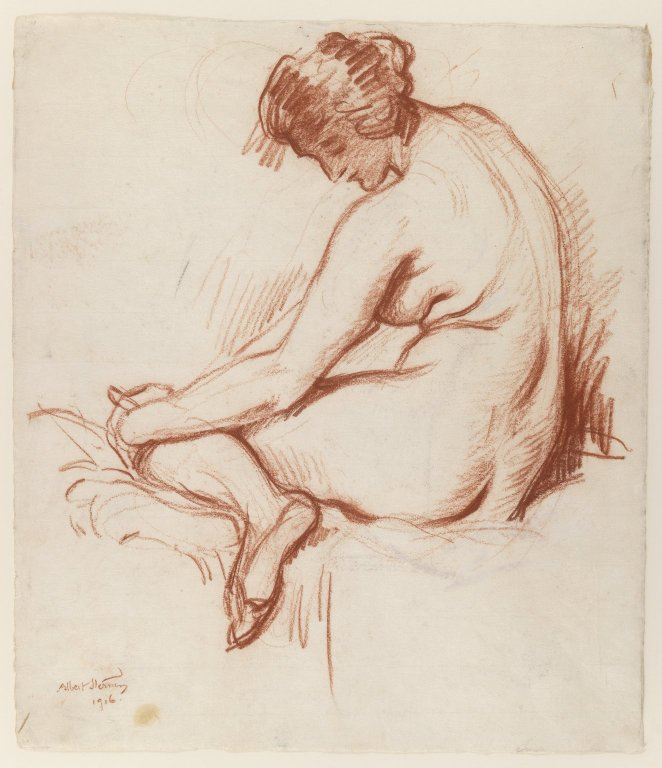
Nu, vers 1916.

Il commence à faire de la lithographie, de la peinture et des illustrations et ouvre un studio à New York en 1885 et produit des illustrations pour des magazines tels que Harper's Magazine, Scribner's Magazine, The Century Magazine et Collier's. En 1888, il devient étudiant à l'Académie Julian à Paris. Il est retourné aux États-Unis en 1918, et commence à enseigner à l'Art Students League de New York,,.
Sterner a remporté notamment le prix Carnegie à la National Academy of Design en 1941.
Sa nécrologie du New York Times déclarait qu'il était peut-être mieux connu pour ses portraits, mais qu'« il était également connu pour ses nus, ses sujets religieux, ses paysages, ses natures mortes et, dans ses premiers jours, ses illustrations de livres et de magazines ».

## Étudiants
- Elizabeth Cady Stanton Blake[8]
- Jacob Burck
- E. Charlton Fulton